# Adolph Franz
Adolph Franz oder Adolf Franz (* 21. Dezember 1842 in Langenbielau, Landkreis Reichenbach, Schlesien; † 6. November 1916 in Baden-Baden) war ein deutscher katholischer Theologe, Redakteur und Politiker der Zentrumspartei.

## Leben
Franz besuchte das katholische Gymnasium in Glatz, an dem er das Abitur ablegte. Anschließend studierte er Theologie an den Universitäten Breslau und Münster, die er mit der Promotion zum Doktor der Theologie abschloss. Nach der Priesterweihe 1867 erhielt er eine Kaplanstelle in Sprottau.
Später wurde er zum Repetenten des bischöflichen Konvikts in Breslau berufen. Zwischen 1872 und 1873 war er Chefredakteur der katholisch ausgerichteten Schlesischen Volkszeitung. Dieselbe Funktion übte er 1874 bis 1877 beim Schlesischen Kirchenblatt aus. Zwischen 1878 und 1881 war er als Nachfolger von Paul Majunke Chefredakteur der Germania, einer der führenden katholischen Tageszeitungen mit Sitz in Berlin. Diese Position verdankte er insbesondere der Fürsprache von Ludwig Windthorst.
In Breslau war er von 1882 bis 1892 Domherr sowie Rat der fürstbischöflichen geheimen Kanzlei und Kurator verschiedener Waisenhäuser.
Franz gehörte für die Zentrumspartei zwischen 1875 und 1882 dem Preußischen Abgeordnetenhaus an. In einer Ersatzwahl am 18. September 1876 wurde er im Wahlkreis Oppeln 3 (Großstrehlitz – Kosel) in den Deutschen Reichstag gewählt, dem er bis zur Niederlegung seines Mandates am 23. Februar 1892 angehörte. Beim großen Bergarbeiterstreik von 1889 im Ruhrgebiet zeigte er trotz eigener wirtschaftlicher Interessen im Bergbau Verständnis für die Bergleute. Im Umfeld des Gewerkschaftsstreits nach der Jahrhundertwende stand er auf Seiten der Integralisten der Berliner Richtung.

Während des Kulturkampfes war Franz ein vehementer Gegner von Otto von Bismarck, den er als Abgeordneter und viel mehr noch in polemischen Zeitungsartikeln immer wieder angriff. Die daraus entstandenen Anklagen endeten öfters in Geld- und sogar in Haftstrafen.
Als Robert Herzog 1882 zum Fürstbischof von Breslau ernannt worden war, holte er Franz an den Breslauer Dom und berief ihn zum Mitglied des Domkapitels. Auch Fürstbischof Georg von Kopp diente Franz als Berater.
Im Jahr 1893 siedelte er nach Gmunden in Österreich über. Im Jahr 1907 wurde er zum Honorarprofessor für Liturgik in München ernannt. Zuletzt lebte er in Baden-Baden. In wissenschaftlicher Hinsicht hat er insbesondere die mittelalterliche Liturgie erforscht.

## Ehrungen
- Päpstlicher Hausprälat
- Apostolischer Protonotar

## Veröffentlichungen (Auswahl)
- Der deutsche Krieg von 1870 und 1871 gegen den Erbfeind. Beck, Berlin 1871 (Google Books).
- M. Aurelius Cassiodorius [sic!] Senator. Ein Beitrag zur Geschichte der theologischen Literatur. Breslau 1872 (online)
- Johannes Baptista Baltzer. Ein Beitrag zur neuesten Geschichte der Diözese Breslau. 1873
- Heinrich Förster, Fürstbischof von Breslau. 1875
- Das katholische Kirchenvermögen. 1875
- Die Kirchenpolitik Friedrichs II. von Preußen. 1878
- Die gemischten Ehen in Schlesien. Hrsg. von der Görres-Gesellschaft zur Pflege der Wissenschaft im katholischen Deutschland. G. P. Aderholz, Breslau 1878 (gewidmet „Sr. Fürstlichen Gnaden den Hochwürdigsten Herrn Fürstbischof von Breslau Dr. Heinrich Förster“)
- Matthias von Liegnitz und Nicolaus Stör von Schweidnitz. Zwei schlesische Theologen aus dem 14./15. Jahrhundert. In: Der Katholik 78 = 3. F. 17 (1898), S. 1–25 (online)
- Die Messe im deutschen Mittelalter. Beiträge zur Geschichte der Liturgie und des religiösen Volkslebens. Herder, Freiburg im Breisgau 1902 (online); Neudruck Darmstadt 1963
- Das Rituale von St.-Florian. 1904
- Drei deutsche Minoritenprediger aus dem 13. und 14. Jahrhundert. 1907
- Die kirchlichen Benediktionen im Mittelalter. 2 Bände, Freiburg im Breisgau 1909; Neudruck Graz 1960
- Das Rituale des Bischofs Heinrich I. von Breslau. 1912